# Всероссийская федерация парусного спорта
Всероссийская федерация парусного спорта (ВФПС) — добровольная, самоуправляемая общественная организация, созданная в целях развития всех форм плавания под парусом (яхтинга) на всей территории России.
ВФПС является представителем международной федерации парусного спорта, WS(ISAF) в России.
Штаб-квартира организации находится в городе Москва, Россия. Президентом ВФПС с октября 2020 года избран Джиенбаев Сергей Нуржанович.

## История

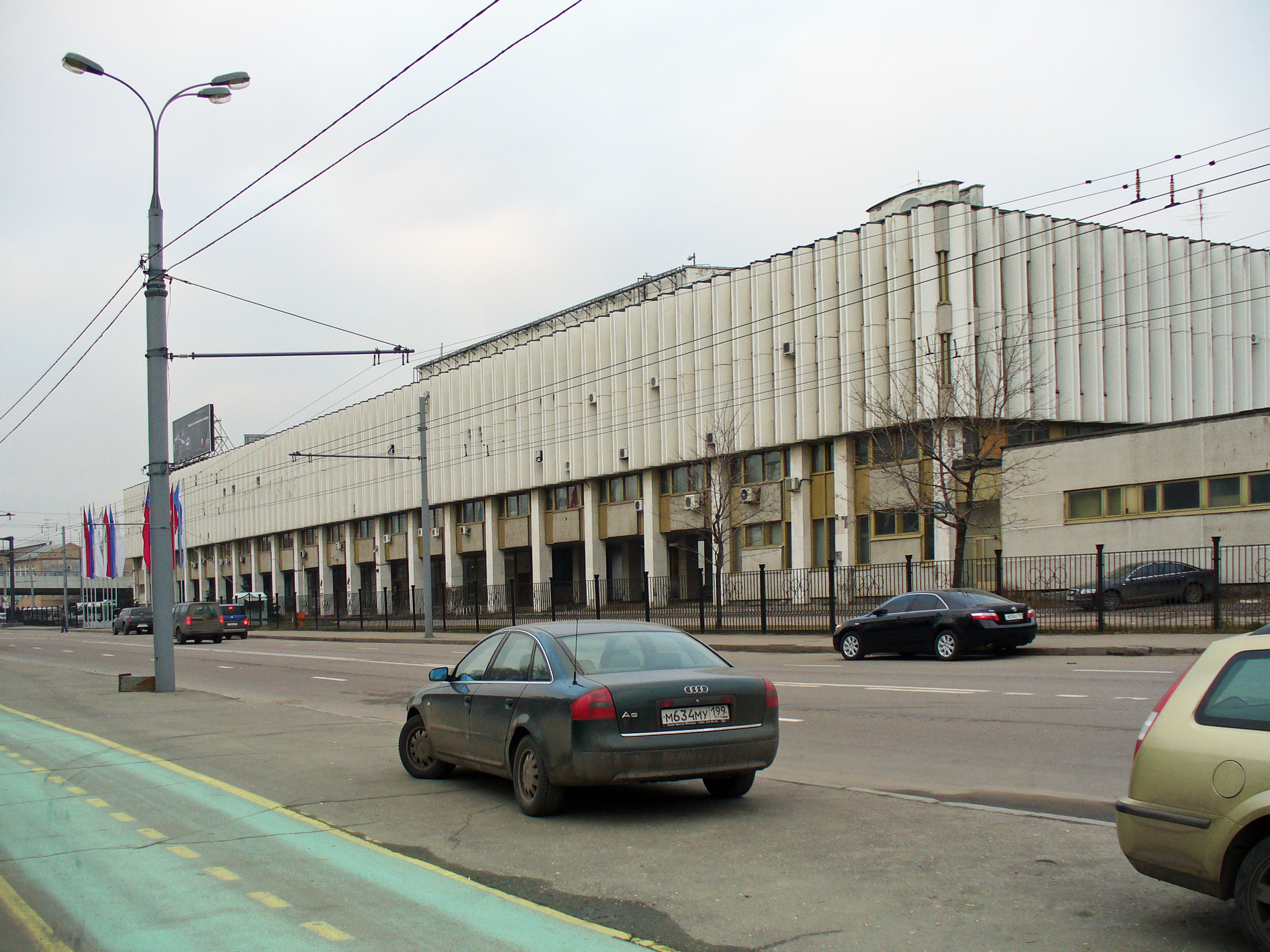
Дом на Лужнецкой набережной, где находится Исполком ВФПС

Всероссийская Федерация парусного спорта была учреждена в 1991 году группой российских яхтсменов. Вновь образованная федерация объявила себя правопреемницей Российского Парусного Гоночного Союза (РПГС). РПГС был основан в Санкт-Петербурге 14 марта 1912 года и был упразднён в 1917 году. Его Президентом был граф, вице-адмирал Гейден, Александр Фёдорович (1859 — 1919).  В 1994 году ВФПС восстановила свое членство в Международной Федерации парусного спорта (ИСАФ).
В действующем Уставе Федерация зарегистрирована как «Russian Yachting Federation», чем подчеркивается роль и функция ВФПС как единственного и полномочного представителя Международной Федерации ИСАФ, ответственного на территории России за развитие всех форм яхтинга.
Проведение официальных соревнований и присвоение спортивных званий осуществляются на основании Всероссийского реестра видов спорта, утверждённого Минспортом России.
На начало 2016 года в ВФПС входят 118 членов (организаций), представляющих 48 регионов страны, 32 спортивных клуба и 19 ассоциаций по отдельным классам яхт и парусных снарядов.
Президенты ВФПС
- Иванов Владислав Александрович[8]  1992 - 1996 гг.
- Малышев Н.Г.  1997 - 2000 гг.
- Котенков А.А. 2001 - 2008 гг.
- Зеленин Д.В.        2009 г.
- Шайдуко Г.И.       2010 - 2012 гг.
- Силкин В.Н.          с 2013 по 2020 год.
- Джиенбаев, Сергей Нуржанович    c октября 2020 года

Почётные президенты ВФПС
- Малышев Н.Г.  с 2001 года
- Котенков А.А.  c 2009 года

Почётные члены ВФПС
- Кислов Андрей Александрович с 2013 года
- Пильчин, Юрий Владимирович с 2006 года[9][6]
- Пинегин, Тимир Алексеевич с 2000 года[6]

## Цели и задачи
Целями деятельности ВФПС являются: завоевание передовых позиций в мировом парусном спорте, совершенствование системы соревнований по парусному спорту, развитие его массовости и инфраструктуры для занятий парусным спортом.
В соответствии с этими целями ВФПС год за годом выполняет следующие функции: 
- проведение всероссийских соревнований
- управление сборными командами
- учет национального флота спортивных парусных судов
- организация обучения и повышение квалификации спортсменов, тренеров, судей и организаторов соревнований
- взаимодействие с ISAF и международными федерациями
- популяризация парусного спорта[10]

Как и всех видах спорта в России, функции управления видом спорта распределены между Министерством спорта и конкретной федерацией. В области парусного спорта в обязанности ВФПС входят:
- формирование и сопровождение единого календарного плана (ЕКП) международных и всероссийских соревнований по парусному спорту, в соответствии с которым происходит выделение государственного бюджета;
- формирование и ведение списка сборных команд;
- ведение единого реестра региональных спортивных федераций и контроль за соблюдением норм и положений ВФПС в их деятельности;
- разработка норм единой всероссийской спортивной классификации (ЕВСК) и обеспечение деятельности по присвоению спортивных разрядов, званий, почетных званий и судейских категорий, государственных наград;
- разработка и утверждение правил проведения соревнований по парусному спорту;
- обеспечение деятельности судейской коллегии и ведение всероссийского реестра судей по парусному спорту.

## Проекты
- «Основная сборная команда» и «Молодежная сборная команда»
- «Календарь соревнований ВФПС»
  - Так, например, в 2015 году были проведены 18 чемпионатов России, 8 первенств России, 24 Кубка/Этапа Кубка России, 5 детско-юношеских регат отборочного цикла. На всех этих соревнованиях работали судьи и суда обеспечения, церемонии награждения были обеспечены медалями и грамотами. Во Владивостоке Россия приняла Финал Кубка Наций – соревнование самого высокого грейда в матчевых гонках, куда съехались представители всего мира.

Финансирование "Календаря" идет из средств Минспорта, средств спонсоров и средств Попечительского совета, привлекаемых ВФПС.
- «Национальная парусная Лига» - инновационный проект
- «Членство в ВФПС»
- «Национальная программа обучения»

Проведение семинаров и клиник для спортсменов, судей, тренеров, организаторов соревнований и издание правил, методической литературы, ежегодников.
- «Международная деятельность»

Участие в ежегодных конференциях ISAF и EuroSAF. Оплата членства в международных ассоциациях олимпийских классов, без чего спортсмены не могут быть допущены к выступлению на международных регатах.  
С 1996 года федерацией ежегодно вручается Приз памяти Б.Б. Лобач-Жученко "За большой вклад в развитие российского парусного спорта".

## Хроника

### 2000
Отчётно—перевыборная конференция ВФПС. 22—24 декабря 2000 года.

### 2009
Внеочередная конференция ВФПС.

### 2010
Гонки Президиума ВФПС

### 2012
Отчётно—перевыборная конференция ВФПС. 16 декабря 2012 года.
Ежегодная конференция ISAF.

### 2016
- Ежегодная конференция World Sailing[17].
- Отчетно-выборная конференция Всероссийской федерации парусного спорта состоялась 3 декабря 2016 года. Президентом на новый срок избран Владимир Силкин[18][19][20][21].

### 2018
В октябре 2018 года Украинская федерация парусного спорта подала иск в Международную федерацию парусного спорта World Sailing (WS) с требованием исключения ВФПС из WS. ВФПС сделала встречное заявление. В итоге Совет WS отклонил иск и дал понять, что не собирается обсуждать политику и ввязываться в политические вопросы.

### 2019
В декабре 2019 года Главный тренер  сборной России по парусному спорту Наталья Иванова рассказала о готовности команды к Олимпиаде 2020.

### 2020
Первого октября состоялась перевыборная конференция федерации в форме заочного голосования. На пост президента были выдвинуты два кандидата: Василий Сенаторов и Сергей Джиенбаев. Победу в выборах одержал Сергей Джиенбаев.
Ежегодная конференция World Sailing.

### 2021
- Исполком Международного олимпийского комитета утвердил парусную программу Игр-2024 в Париже. На Олимпиаде-2024 программа парусных соревнований (10 комплектов наград) будет выглядеть так: швертбот-двойка (смешанный экипаж) - 470; швертбот-одиночка «Лазер» (ILCA7), швертбот-одиночка «Лазер-радиал» (ILCA6), скифы 49-й и 49-й FX, многокорпусник со смешанным экипажем Накра 17, виндсерфинг IQFoil у мужчин и у женщин, кайтбординг (класс Formula Kite) у мужчин и у женщин.

Квота спортсменов по парусному спорту в Париже-2024 составит 330 человек, что на 20 меньше, чем в нынешнем году в Токио.
- В Японии завершилась регата Олимпийских игр-2020[30].
- В ноябре 2021 года в Олимпийском комитете России, в соответствии с уставом федерации единогласным решением председателем Президиума был избран первый вице-президент ВФПС Игорь Викторович Ченцов[31].

### 2022
Заседание штаба ВФПС в Санкт-Петербурге.

### 2023
- На заседании Президиума ВФПС была объявлена дата внеочередной отчетно-выборной конференции ВФПС – 8 октября 2023 года[33].
- Внесён на обсуждение новый проект Устава[34].
- 11 октября решением Президиума внеочередная конференция в 2023 году отменена[35].
- 19 октября решением Президиума назначена дата отчетно-выборной Конференции на 23 ноября 2024 года. Назначен конкурс на должность главного тренера[36].
- С 16 по 21 декабря впервые проходит регата Профессиональной парусной Лиги в Сочи[37].

### 2024
На заседании Президиума федерации от 30 сентября объявлена дата отчетно-выборной конференции ВФПС – 25 января 2025 года. Дан старт избирательной кампании на позиции Президента и членов Президиума.  Принято решение о запуске конкурса на замещение вакантных должностей главного тренера сборной России по парусному спорту и старшего тренера по резерву.

### 2025
25 января состоялась отчётно-выборная конференция. Президентом федерации переизбран Сергей Джиенбаев, председателем Наблюдательного совета избран Владимир Любомиров.